# Новочеркасский музей истории Донского казачества
Новочеркасский музей истории Донского казачества — один из старейших музеев Юга России, посвящённый истории казачества. Организован в 1886 году комиссией по устройству Донского музея. Включает в себя пять музейных комплексов: главное здание, Атаманский дворец, мемориальные дома-музеи художников М. Б. Грекова, И. И. Крылова, а также Выставочный зал (ул. Будённовская, 94). Коллекция музея насчитывает 150 тысяч единиц хранения. При музее постоянно действуют общественные объединения: «Крыловские пятницы», «Литературная гостиная», детская творческая студия, исторический клуб школьников «Наследие». Широкую известность получила находка 2011 году в фондах Музея истории Донского казачества картины Николая Ге «Распятие».

## История

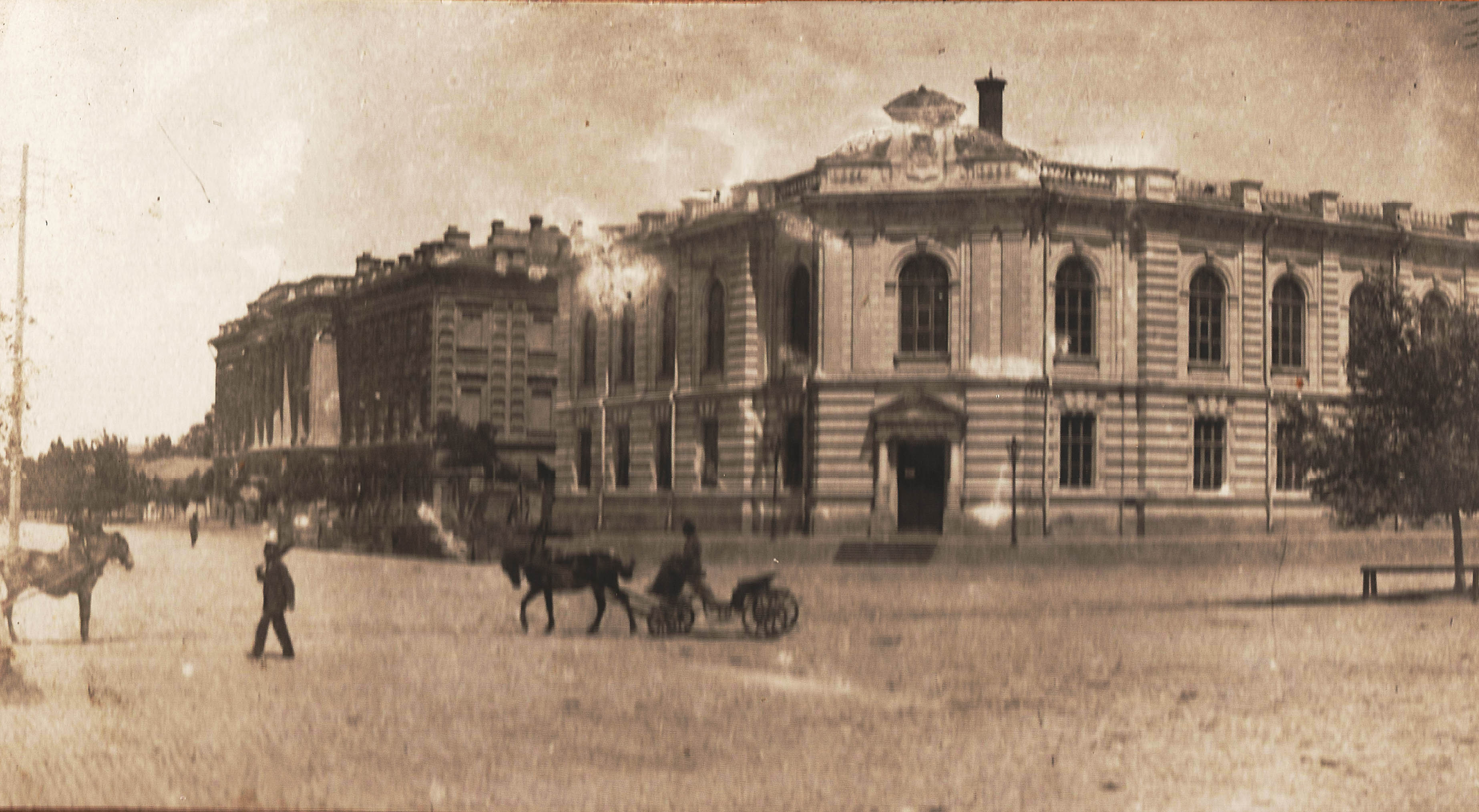
Здание музея около 1905 года

Коллекция музея начала собираться с конца XVIII века, когда при атамане А. И. Иловайском в Черкасске (совр. Старочеркасская) было открыто «Главное народное училище», при нём был организован музей с естественно-историческим отделом и богатым собранием костей «допотопных животных», которые извлекались рыбаками из Дона. При открытии гимназии в Новочеркасске, часть коллекции была передана в неё. Одновременно, при областном правлении Войска Донского было устроено «Древлехранилище», куда поступали археологические находки и кости ископаемых животных. Была организована «Комната регалий и клейнодов», где хранились грамоты царей Войску Донскому, знаки атаманского достоинства, знамёна и пр. Граждане допускались к осмотру «древлехранилища» в воскресные дни.
В 1886—1887 годах была образована комиссия по устройству Донского музея под председательством помощника атамана по гражданской части И. М. Добрынина.
В 1894 году началось строительство здания для музея по проекту академика А. А. Ященко, в котором музей находится и сегодня. Строительство велось вначале на общественные пожертвования. Было собрано 30 000 рублей, однако этой суммы не хватило, и Военный совет выделил ещё 45 000 рублей для завершения работ.
22 ноября 1899 года состоялось открытие Донского музея. Музей включал в себя шесть отделений:
- доисторического
- исторического
- естественно-исторического
- исторического архива и отделения войсковых регалий
- историческая библиотека.

Первым директором и одним из основателей музея был Попов Харитон Иванович.
Первоначально планировалось создание историко-археологического музея, но управляющий «Горною и соляною частями» области Войска Донского В. А. Вагнер передал в музей научную коллекцию из Донецкого каменноугольного бассейна в 14 витринах из орехового дерева с выдвижными ящиками для образцов, а также минералы и окаменелости из других регионов России. Эти коллекции заняли левое крыло нижнего этажа. Позже Е. Г. Боков передал музею коллекцию птиц и сельскохозяйственную выставку. Н. А. Бородин передал коллекцию донских и азовских рыб.
Музей открывался для публики (бесплатно) по воскресным дням.
В 1918—1920 годах Х. И. Попов покинул музей, экспозиция была сокращена, в нём открыли отдел искусства. Часть экспозиции была вывезена и пропала. Из образцов геологического каталога
(на 78 страницах) до 1960 года практически ничего на дошло.
В феврале 1941 года Донской музей был реорганизован в Музей истории Донского казачества. В период оккупации в годы Великой Отечественной войны города наиболее ценные предметы и коллекции удалось сохранить. После освобождения Новочеркасска музей продолжил работу.
В 1946 году из пражского национального музея были возвращены 2726 предметов из числа ценностей Донского музея, эвакуированных за границу в 1920 году. Тогда же, в середине 1940-х годов в музей была передана коллекция картин Н. Н. Дубовского, завещанных им родному городу и состоявшая как из его собственных работ, так и из работ художников-передвижников. А ранее фонды музея пополнились работами донского художника-пейзажиста И. И. Крылова.
В 1957, 1979 и 1989 годах при музее были созданы мемориальные дома-музеи художников М. Б. Грекова, И. И. Крылова и поэта В. Г. Калмыкова. В сентябре 2005 года открылся новый музей — Атаманский дворец. Широкую известность получила находка 2011 году в фондах Музея истории Донского казачества картины Николая Ге «Распятие». В настоящее время полотно представлено в постоянной экспозиции Атаманского дворца — филиала музея.

## Состав

### Главное здание
В главном здании музея хранятся коллекции войсковых казачьих клейнодов и войсковых и полковых знамён XVIII—XIX веков;
казачьего военного и бытового костюма XIX—начала XX веков; наградного, жалованного оружия, а также холодного и огнестрельного оружия; жалованных грамот, документов войсковой канцелярии и станичных правлений; обширное собрание живописи (одно из самых больших и значительных в Ростовской области): донской парсунный портрет конца XVIII—начала XIX века; портретов наказных атаманов Войска Донского; военный казачий портрет; коллекции работ художников-передвижников, императорского портрета и западноевропейской живописи. Имеются значительные редкий книжный и газетный фонды.

Работы Н. Н. Дубовского в музее
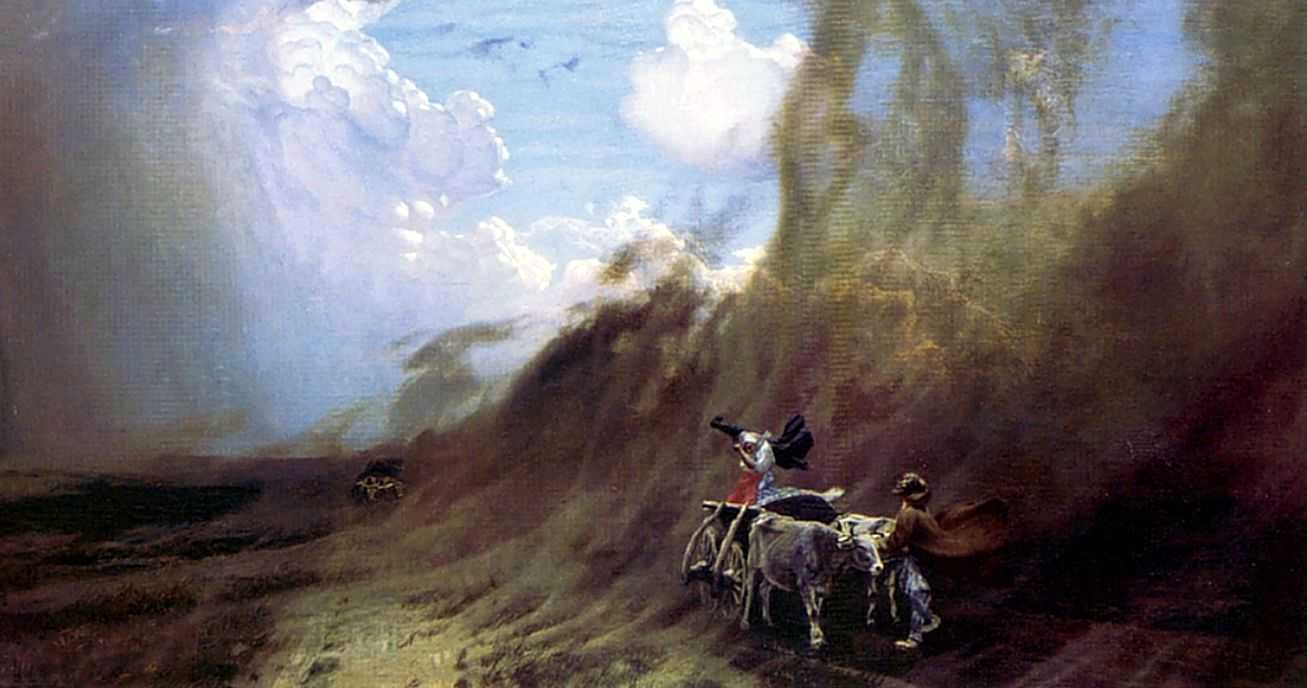
Ураган в степи. 1890. Холст, масло.
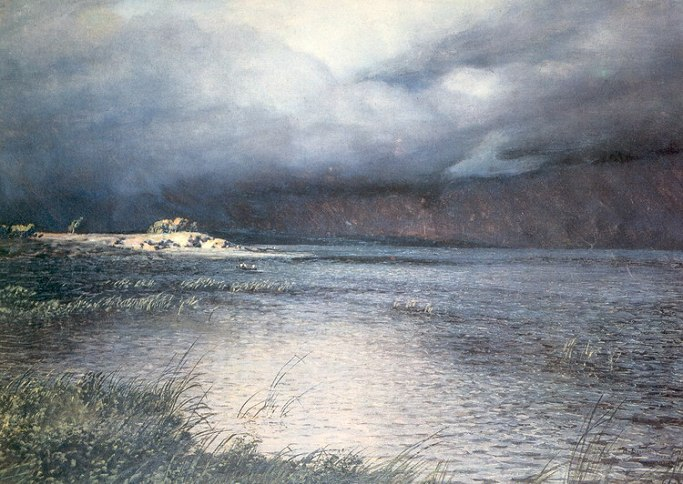
Туча надвигается. 1912. Холст, масло.
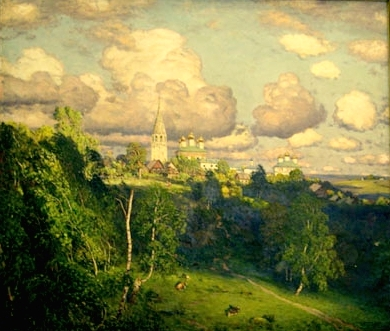
Облака. ? Холст, масло.
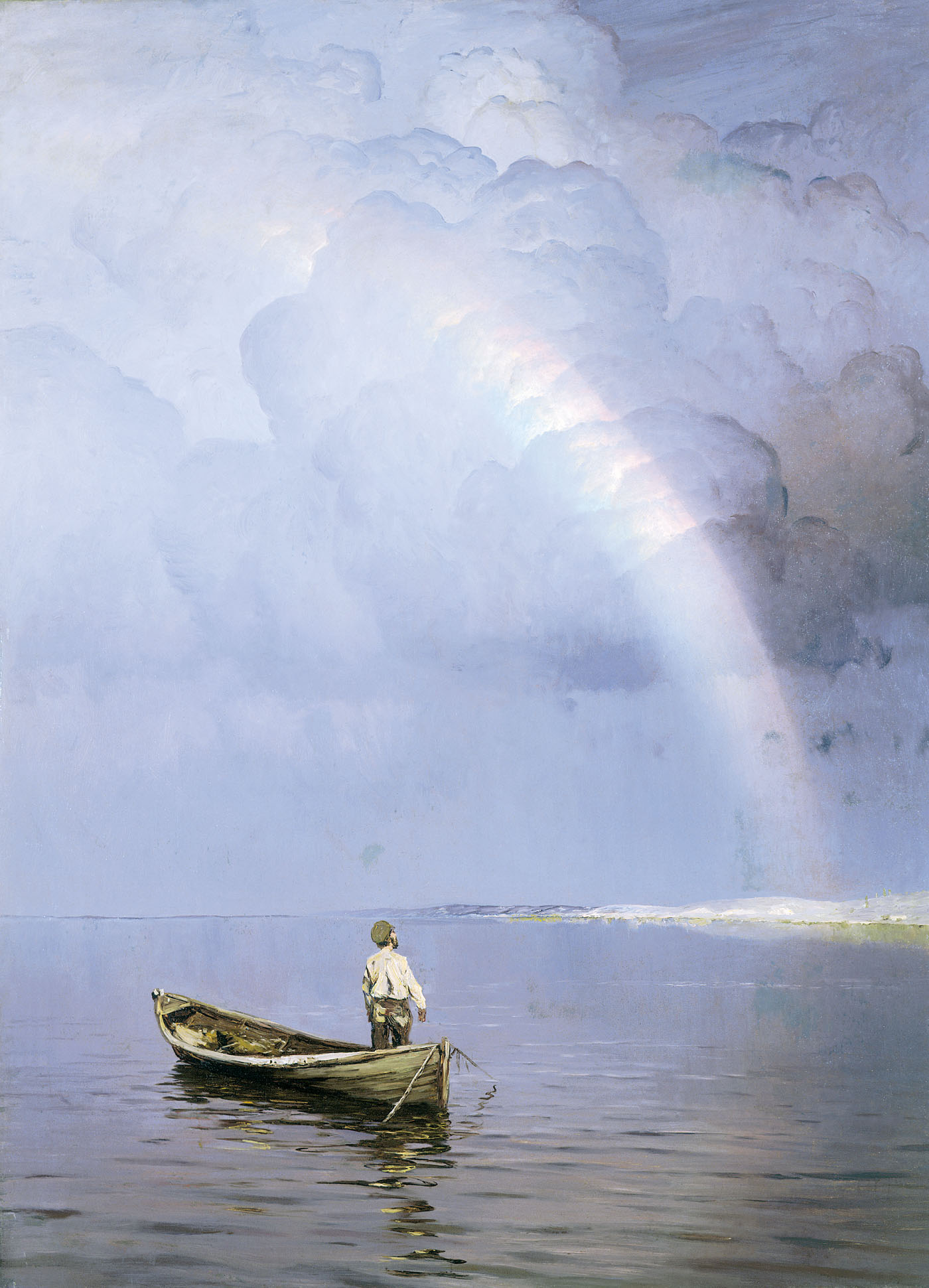
Радуга. 1892. Холст, масло.

### Мемориальный дом-музей И. И. Крылова

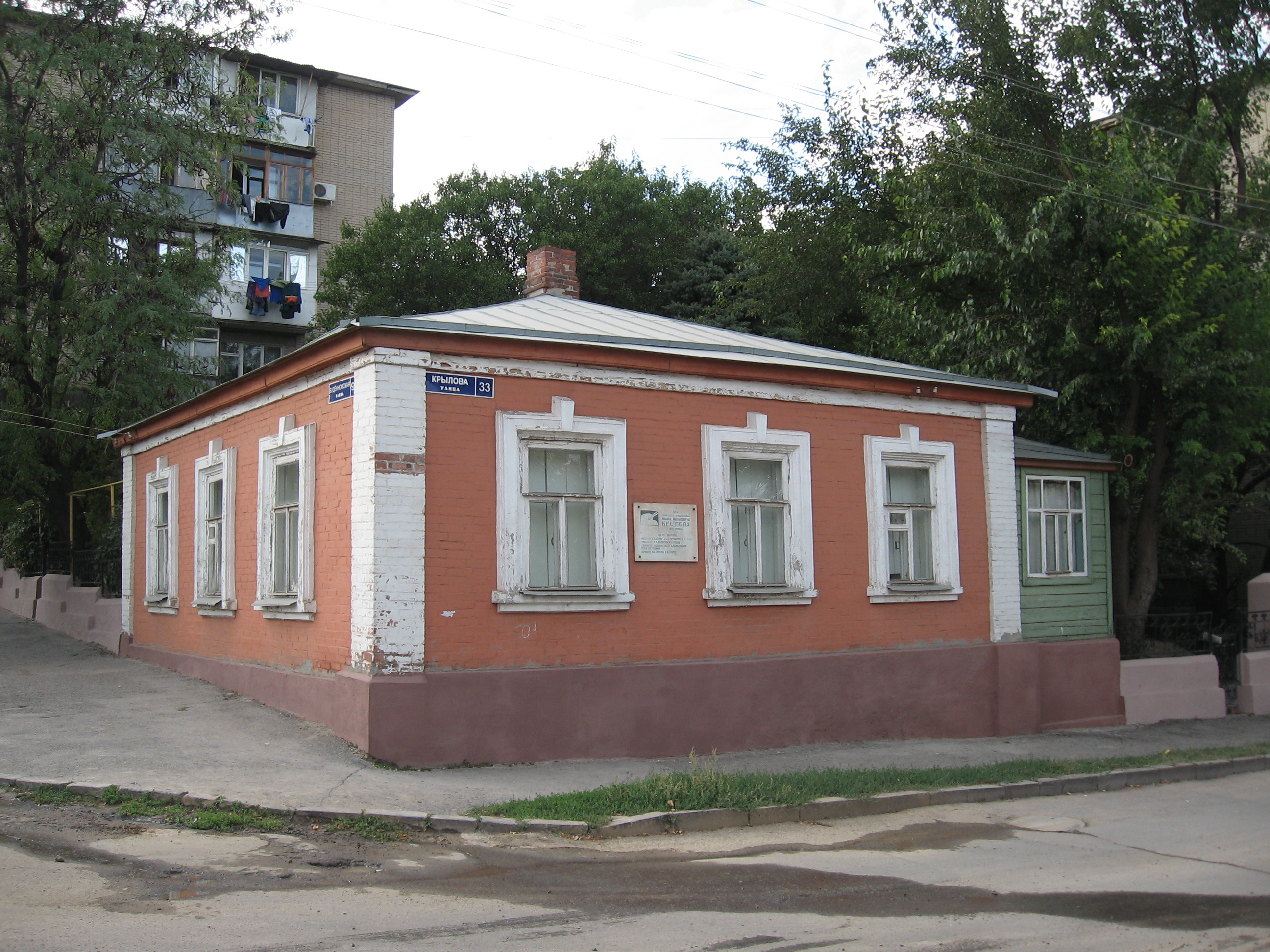
Дом-музей И. И. Крылова

Дом был построен приблизительно во второй половине XIX века. Представляет собой здание характерное для застройки Новочеркасска XIX века — типичное жилище казаков среднего сословия. Дом состоит из деревянной пристройки, включающей в себя коридор, сени, веранду и жилой части — 4 комнаты и прихожая. Прихожая является как бы центром, она соединяет сени и комнатами. В 1900-х годах на усадьбе была построена мастерская.
Дом и мастерская художника являлись своеобразным центром культурной жизни Новочеркасска. В разное время побывали многие видные деятели русской и советской культуры. Среди них писатели: А. И. Куприн, А. С. Серафимович, К. А. Тренев, художники: Н. Н. Дубовский, М. Б. Греков, музыканты: М. Г. Эрденко, К. М. Думчев, собиратель казачьих песен А. М. Листопадов и другие.
Дом не перестраивался, сохранив внутреннюю планировку. Усадебный участок с 1940 года сильно сокращён. Его территория застроена жилыми домами. Мастерская не сохранилась. Экспозиция дома-музея построена по структуре мемориальных домов-музеев и отражает новочеркасский период жизни художника 1900—1936 гг. В экспозиции на площади 108 м². представлено более 70 % вещей, принадлежавших самому художнику и его семье.
В одном из залов выставочного комплекса развёрнута постоянная экспозиция, рассказывающая о творческом пути художника. Здесь же проходят заседания клуба «Крыловские пятницы», где собирается творческая интеллигенция города, выступают творческие коллективы, ансамбли, исполняют свои произведения барды, поэты, писатели. В другом зале 183 м², проводятся стационарные выставки из фондов музея, художников города и других регионов.

### Мемориальный дом-музей М. Б. Грекова
Торжественное открытие мемориально-художественного Дома-музея М. Б. Грекова в Новочеркасске состоялось 30 июня 1957 года, спустя 23 года после смерти художника в 1934 году. Большая часть фондов была сохранена и пополнена друзьями М. Б. Грекова и жителями Новочеркасска. Мемориал включает основное здание, в котором жил и работал художник, флигель и небольшой фруктовый сад с цветником. Дом-музей располагает подлинными картинами, эскизами, этюдами, личными вещами и мебелью художника.
Центральное место в музее занимает мастерская. Здесь размещены мольберт с винтовым табуретом, рабочий диван, металлическое кресло, этюдные принадлежности, шкаф для хранения этюдного материала. У подоконника большого окна прикреплена широкая доска, на ней — краски, рецепт грунта, грунтованные холстики, этюды. На стенах мастерской — картины, эскизы и этюды М. Б. Грекова.

### Атаманский дворец

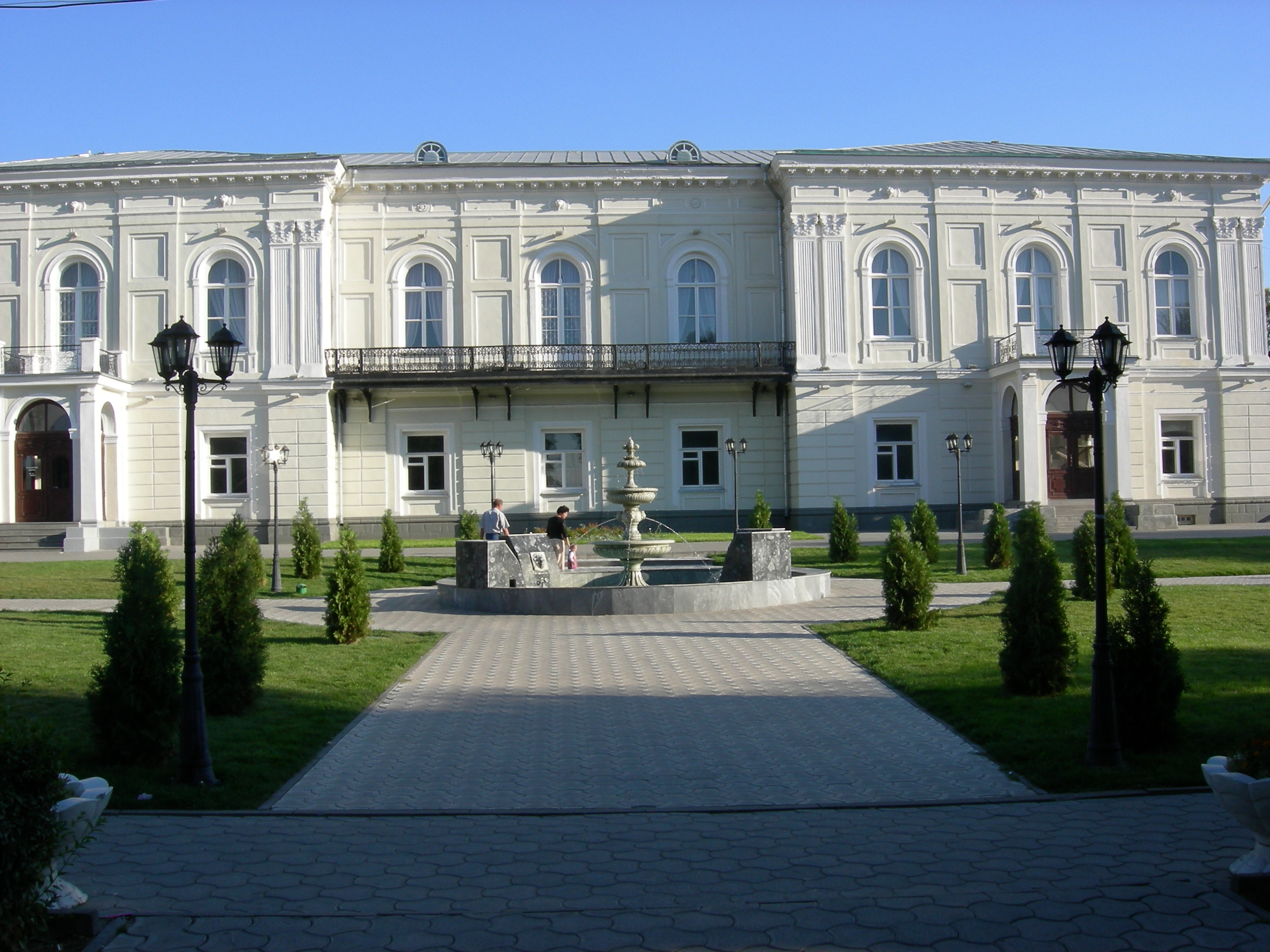
Атаманский дворец

Мемориальная экспозиция парадных помещений в залах второго этажа бывшей главной атаманской резиденции рассказывает о системе атаманской власти и роли личностей донских атаманов в истории войска Донского, об истории института августейшего атамана и высочайших визитов на Дон. Впервые показан быт донских атаманов как представителей элиты русского общества. Большой интерес представляет мемориальный комплекс атамана Алексея Максимовича Каледина, застрелившегося во дворце 29 января 1918 года.